# Liwocz (Natura 2000)
Liwocz (PLH180046) – specjalny obszar ochrony siedlisk położony na górze Liwocz (562 m n.p.m.), o powierzchni 327,66 ha. Leży na terenie województwa podkarpackiego (gminy Brzyska i Skołyszyn) i małopolskiego (gmina Szerzyny).
W obszarze podlega ochronie żyzna buczyna karpacka Dentario glandulosae-Fagetum – siedlisko przyrodnicze z załącznika I dyrektywy siedliskowej. Dodatkowo, występuje tu także kumak górski Bombina variegata – gatunek z załącznika II.
Niewielka (7,97%) część powierzchni obszaru leży w granicach Parku Krajobrazowego Pasma Brzanki, kolejne 25,75% powierzchni obszaru chroni rezerwat przyrody Liwocz.